# Culicoides pifanoi
Culicoides pifanoi är en tvåvingeart som beskrevs av Ortiz 1951. Culicoides pifanoi ingår i släktet Culicoides och familjen svidknott. Inga underarter finns listade i Catalogue of Life.